# Louis de Berlaymont
Louis de Berlaymont (Berlaimont, 5 ottobre 1542 – Mons, 15 febbraio 1596) è stato un arcivescovo cattolico belga.

## Biografia
Nato nel 1542 a Berlaimont, allora parte delle Diciassette Province, da nobile famiglia, era figlio di Charles de Berlaymont e Adrienne de Ligne-Barbançon. Il 15 settembre 1570 fu scelto come arcivescovo metropolita di Cambrai; venne nominato il 2 aprile 1571 in tale incarico da papa Pio V e fu consacrato il 4 novembre successivo nella chiesa di San Paolo dal vescovo Frans van de Velde, insieme a Laurens Mets e Ghislain de Vroede come co-consacranti.
Nel 1593 fu nominato amministratore apostolico di Tournai da papa Clemente VIII. Mantenne entrambi gli incarichi fino alla morte, avvenuta nel 1596 a Mons.

## Genealogia episcopale e successione apostolica
La genealogia episcopale è:
- Cardinale Juan Pardo de Tavera
- Cardinale Antoine Perrenot de Granvelle
- Vescovo Frans van de Velde
- Arcivescovo Louis de Berlaymont

La successione apostolica è:
- Vescovo Maximilien Morillon (1583)
- Vescovo François Pétrart, O.F.M. Obs. (1587)
- Vescovo Jean Vendeville (1588)